# یوسوکه میورا
یوسوکه میورا (انگلیسی: Yusuke Miura؛ زادهٔ ۲۷ اوت ۱۹۹۱) بازیکن فوتبال اهل ژاپن است.
از باشگاه‌هایی که در آن بازی کرده‌است می‌توان به باشگاه ورزشی یوکوهاما اشاره کرد.